# Dicaeum trochileum
Pica-flor-de-cabeça-vermelha ou pica-flor-de-cabeça-encarnada (Dicaeum trochileum) é uma espécie de ave da família Dicaeidae.
É endémica da Indonésia.
Os seus habitats naturais são: florestas subtropicais ou tropicais húmidas de baixa altitude e florestas de mangal tropicais ou subtropicais.